# Dina Cocea
Maria Constantina (Dina) Cocea (Bucarest, 27 novembre 1912 – Bucarest, 28 ottobre 2008) è stata un'attrice, critica teatrale e giornalista rumena, per 10 anni rettrice dell'Università nazionale d'arte teatrale e cinematografica Ion Luca Caragiale di Bucarest.

## Biografia

### Famiglia di origine
Nacque a Bucarest, figlia del giornalista e scrittore antimonarchico N.D. Cocea - figlio de generale Dumitru Cocea - e di Florica Mille, figlia dello scrittore e militante socialista Constantin Mille (che George Călinescu chiamò "il terribile bambino del Contemporanul "). Fu nipote delle attrici Florica e Alice Cocéa che si affermarono in Francia, sorelle del padre. Dina ebbe altre due sorelle: l'attrice Tanți Cocea (1909-1990), nata dalla relazione del padre con Maria Grigorescu e la scultrice Ioana-Maria Cocea, figlia che il padre, dopo il divorzio da Florica Mille, ebbe da Gina Manolescu-Strunga (figlia di Irina e del politico liberale Ion Manolescu-Strunga, secondo marito di Elvira Popescu), divorziata dal critico Petru Comarnescu. Ioana-Maria divenne in seguito l'erede di tutti i beni di entrambe le famiglie, Manolescu-Strunga e Cocea.

### Studi
Seguì i suoi studi di recitazione a Parigi e anche il debutto teatrale si svolse lì, nel 1934. In Romania debuttò al Teatro di Comedia di Bucarest il 17 gennaio 1935 recitando insieme a George Timică nello spettacolo Adevăratul Iacob, nel ruolo della ballerina Yvette.
Sul grande schermo fece la sua apparizione nel 1934 nel film La jeune fille d'une nuit e nel 1939 per la prima volta in un film rumeno O noapte de pomina di Ion Sahighian, seguito da Neamul Şoimăreştilor di Mircea Drăgan, Ştefan cel Mare, Cantemir e Iancu Jianu.
Frequentò per un periodo il barone Manfred von Killinger (l'ambasciatore della Germania in Romania in quel periodo), poi il Segretario generale del Partito Comunista Rumeno e presidente di Repubblica Gheorghe Gheorghiu-Dej (con il quale ebbe una relazione).

Tra il 1941 e il 1949 fu direttrice del Teatrul Nostru (compagnia teatrale che fondò insieme a Fory Etterle, P. Nove e Eugenia Zaharia), dove: 
(Dina Cocea)
Per dieci anni, dal 1952 al 1962 ricoprì il ruolo di rettrice dell'Università di Teatro Ion Luca Caragiale di Bucarest. Si dedicò alla modernizzazione del teatro, promuovendo giovani talenti e sostenendo poi la loro carriera, artisti come Sanda Manu, Lucian Pintilie, Dumitru Dinulescu, Gheorghe Dinică.
Rappresentò la Romania a congressi internazionali, alle Nazioni Unite e agli eventi dell'UNESCO a partire dal 1956. Tra il 1979 e il 1989 fu la presidente dell'Associazione degli artisti delle istituzioni teatrali e musicali (Asociației Oamenilor de Artă din Instituțiile Teatrale și Muzicale).
In circa 70 anni di attività, Dina Cocea recitò in oltre dieci film, un centinaio di ruoli nel teatro, alla radio e in televisione. Fu compagna di scena e di cinema di Tony Bulandra, George Vraca, Fory Etterle, Jules Cazaban, Lucia Sturdza-Bulandra, Maria Filotti, Grigore Vasiliu Birlic, Septimiu Sever, Aura Buzescu, Ion Finteşteanu.
Ebbe anche un'intensa attività giornalistica, scrivendo vari articoli di analisi, critica e cronaca drammatica sui media locali e stranieri. Tra il 2001 e il 2008 fu nominata socia onoraria del Teatro Nazionale di Bucarest. Ricevette il titolo di Dottore honoris causa dell'Università di Teatro e Cinematografia di Bucarest (UATC) come riconoscimento per tutta la sua attività.

### Morte
Morì durante il suo ricovero all'ospedale Floreasca per un'infezione ai polmoni, a 95 anni e la sua salma fu tumulata il 30 ottobre 2008 al Cimitero Bellu con gli onori militari.

## Filmografie
- O noapte de pomină (1939)
- Cartierul Veseliei (1964)
- Neamul Șoimăreștilor (1965) - Doamna Elisabeta Movilă
- Ciprian Porumbescu (1973) - sora pastorului Gorgon
- Cantemir (1973)
- Ștefan cel Mare - Vaslui 1475 (1975) - sultana Mara
- Mușchetarul român (1975)
- Aurel Vlaicu (1977)
- Iancu Jianu haiducul (1980)
- Cântec pentru fiul meu (1980)
- Atac în bibliotecă (1992)

## Riconoscimenti

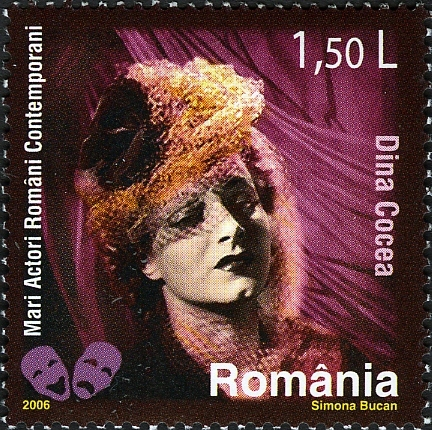

- Ordine del Lavoro Classe II (1953)
- Ordine del Merito Culturale Classe II (1967)
- Cavaliere (Cavaler) dell'Ordine della Stella di Romania (2002), conferito dal Presidente rumeno Ion Iliescu